# Андерсон, Уилли (футболист)
Уильям Джон Андерсон (англ. William John Anderson; 24 января 1947), также известный как Уилли (Вилли) Андерсон (англ. Willie Anderson) — английский футболист, полузащитник. Воспитанник футбольной академии «Манчестер Юнайтед». В основном составе «Манчестер Юнайтед» дебютировал в возрасте 16 лет и считался одним из самых талантливых игроков в команде, однако из-за высокой конкуренции в атакующей линии «Юнайтед» (прежде всего со стороны Джорджа Беста и Джона Астона) провёл в его основном составе только 13 матчей и в январе 1967 года перешёл в бирмингемский клуб «Астон Вилла», за который провёл 266 матчей. С 1973 по 1977 год выступал за «Кардифф Сити». Также выступал за клуб Североамериканской футбольной лиги «Портленд Тимберс».

## Клубная карьера
Уроженец Ливерпуля, Андерсон выступал за школьную футбольную команду Ланкашира, где его заметили скауты «Манчестер Юнайтед». В возрасте 15 лет он стал игроком футбольной академии клуба. В команде академии «Манчестер Юнайтед», состоявшей из ребят 1946 и 1947 годов рождения, было около двадцати игроков, и лишь трое из них получили предложение о профессиональном контракте. Этими тремя игроками стали Уильям Андерсон, Джон Фицпатрик и Джордж Бест. Андерсон вспоминал: «Я лучше всех играл в футбол там, где я вырос, но когда я перешёл в “Юнайтед”, вокруг меня все были не хуже, а многие даже лучше. Это стало для меня почти шоком». Андерсон считался одним из самых ярких талантов в академии «Юнайтед», но, к его сожалению, в академии был куда более яркий талант — Джордж Бест.
28 декабря 1963 года Андерсон дебютировал в основном составе «Манчестер Юнайтед» в матче Первого дивизиона против «Бернли». Всего в сезоне 1963/64 провёл три матча в основном составе. В 1964 году выиграл Молодёжный кубок Англии. В сезоне 1964/65 в основном составе он не появлялся. 14 августа 1965 года Андерсон стал первым истории «Манчестер Юнайтед» игроком, вышедшим на замену: это произошло на 18-й минуте матча на Суперкубок Англии против «Ливерпуля». В сезоне 1964/65 сыграл в основном составе 9 матчей (6 из которых — в чемпионате). В следующем сезоне сыграл за «Юнайтед» только в одном матче (выйдя на замену в игре против «Ливерпуля» 10 декабря 1966 года). Из-за высокой конкуренции в атакующей линии «Юнайтед» со стороны Джорджа Беста и Джона Астона выступал в основном за резервную команду клуба.
В январе 1967 года в поисках игровой практики перешёл в бирмингемский клуб «Астон Вилла», который заплатил за его переход 20 000 фунтов стерлингов. В сезоне 1966/67 провёл за команду 17 матчей и забил 5 мячей в рамках Первого дивизиона, но «Вилла» заняла в турнире предпоследнее место и выбыла во Второй дивизион (в этом же сезоне бывший клуб Андерсона «Манчестер Юнайтед» выиграл чемпионский титул). Андерсон провёл в бирмингемском клубе шесть лет, сыграв 266 матчей и забив 44 мяча. В сезоне 1970/71 помог своей команде дойти до финала Кубка Футбольной лиги, в котором Вилла проиграла лондонскому клубу «Тоттенхэм Хотспур». В сезоне 1971/72 Уилли забил 15 голов, 8 из которых — с пенальти (в «Астон Вилле» Андерсон был специалистом по ударам со штрафных и пенальти) и помог своей команде выйти из Третьего дивизиона во Второй.
В феврале 1973 года перешёл в валлийский клуб «Кардифф Сити», выступавший во Втором дивизионе Футбольной лиги Англии. «Кардифф» заплатил за его переход 60 000 фунтов стерлингов. 27 февраля 1973 года Андерсон дебютировал за новую команду в матче против «Суиндон Таун». В 1973 году он также сыграл в обоих финальных матчах Кубка Уэльса против «Бангор Сити» и помог «Кардиффу» выиграть этот трофей. В 1974 году он вновь помог команде выиграть Кубок Уэльса: на этот раз в финале был обыгран клуб «Стаурбридж». В 1975 году «Кардифф Сити» с Андерсоном в третий раз подряд дошли до финала Кубка Уэльса, но на этот раз проиграли «Рексему».
В 1975 году Андерсон отправился в аренду в клуб Североамериканской футбольной лиги «Портленд Тимберс». Он решил перейти в этот американский клуб после встречи с бывшим одноклубником по «Астон Вилле» Брайном Годфри, который уже играл за «Портленд Тимберс». Клуб тренировал бывший тренер «Астон Виллы» Вик Кроу. Кроу, узнав об интересе Андерсона, связался с ним и убедил перейти в свою команду. Уилли согласился, хотя даже не знал полное название клуба и то, в какой стране он расположен. За четыре месяца в аренде он провёл за команду 17 матчей и забил 3 мяча и помог «Портленду» выиграть Западный дивизион.
Вернувшись в «Кардифф Сити» из аренды, Андерсон выступал за клуб до 1977 года. Когда его контракт с валлийской командой завершился, он вернулся в «Портленд Тимберс», подписав уже полноценный контракт. Он играл за «Тимберс» до 1982 года, когда клуб прекратил своё существование. Андерсону принадлежит рекорд по количеству матчей, проведённых за «Портленд Тимберс».

## После завершения карьеры
После завершения карьеры игрока Андерсон работал продавцом рекламы на радиостанциях KKSN и KQAC, а также был тренером университетской команды девушек в государственной школе Ривердейла вблизи Портленда. Позднее работал спортивным аналитиком на портлендском телеканале KPTV, где освещал матчи «Портленд Тимберс».

## Статистика выступлений
| Клуб                      | Сезон   | Лига                  | Лига | Лига | Кубок страны | Кубок страны | Кубок лиги | Кубок лиги | Прочие | Прочие | Итого | Итого |
| Клуб                      | Сезон   | Дивизион              | Игры | Голы | Игры         | Голы         | Игры       | Голы       | Игры   | Голы   | Игры  | Голы  |
| ------------------------- | ------- | --------------------- | ---- | ---- | ------------ | ------------ | ---------- | ---------- | ------ | ------ | ----- | ----- |
| Манчестер Юнайтед         | 1963/64 | Первый дивизион       | 2    | 0    | 1            | 0            | 0          | 0          | 0      | 0      | 3     | 0     |
| Манчестер Юнайтед         | 1964/65 | Первый дивизион       | 0    | 0    | 0            | 0            | 0          | 0          | 0      | 0      | 0     | 0     |
| Манчестер Юнайтед         | 1965/66 | Первый дивизион       | 6    | 0    | 1            | 0            | 0          | 0          | 2      | 0      | 9     | 0     |
| Манчестер Юнайтед         | 1966/67 | Первый дивизион       | 1    | 0    | 0            | 0            | 0          | 0          | 0      | 0      | 1     | 0     |
| Манчестер Юнайтед         | Итого   | Итого                 | 9    | 0    | 2            | 0            | 0          | 0          | 2      | 0      | 13    | 0     |
| Астон Вилла               | 1966/67 | Первый дивизион       | 17   | 5    | 1            | 0            | 0          | 0          | 0      | 0      | 18    | 5     |
| Астон Вилла               | 1967/68 | Второй дивизион       | 42   | 5    | 2            | 1            | 1          | 0          | 0      | 0      | 45    | 6     |
| Астон Вилла               | 1968/69 | Второй дивизион       | 38   | 6    | 4            | 0            | 1          | 0          | 0      | 0      | 43    | 6     |
| Астон Вилла               | 1969/70 | Второй дивизион       | 38   | 5    | 2            | 0            | 2          | 0          | 0      | 0      | 42    | 5     |
| Астон Вилла               | 1970/71 | Третий дивизион       | 42   | 4    | 1            | 0            | 10         | 2          | 0      | 0      | 53    | 6     |
| Астон Вилла               | 1971/72 | Третий дивизион       | 40   | 10   | 1            | 0            | 7          | 5          | 0      | 0      | 49    | 15    |
| Астон Вилла               | 1972/73 | Второй дивизион       | 14   | 1    | 1            | 0            | 2          | 0          | 0      | 0      | 17    | 1     |
| Астон Вилла               | Итого   | Итого                 | 231  | 36   | 12           | 1            | 23         | 7          | 0      | 0      | 266   | 44    |
| Кардифф Сити              | 1972/73 | Второй дивизион       | 15   | 0    | 0            | 0            | 0          | 0          | 3      | 0      | 18    | 0     |
| Кардифф Сити              | 1973/74 | Второй дивизион       | 29   | 3    | 1            | 0            | 1          | 0          | 1      | 0      | 32    | 3     |
| Кардифф Сити              | 1974/75 | Второй дивизион       | 37   | 3    | 1            | 0            | 1          | 0          | 7      | 0      | 46    | 3     |
| Кардифф Сити              | 1975/76 | Третий дивизион       | 29   | 6    | 4            | 0            | 0          | 0          | 2      | 0      | 35    | 6     |
| Кардифф Сити              | 1976/77 | Второй дивизион       | 16   | 0    | 0            | 0            | 3          | 0          | 5      | 0      | 24    | 0     |
| Кардифф Сити              | Итого   | Итого                 | 126  | 12   | 6            | 0            | 5          | 0          | 18     | 0      | 155   | 12    |
| Портленд Тимберс (аренда) | 1975    | Североамериканская ФЛ | 17   | 3    | —            | —            | —          | —          | —      | —      | 17    | 3     |
| Портленд Тимберс          | 1977    | Североамериканская ФЛ | 19   | 1    | —            | —            | —          | —          | —      | —      | 19    | 1     |
| Портленд Тимберс          | 1978    | Североамериканская ФЛ | 26   | 3    | —            | —            | —          | —          | —      | —      | 26    | 3     |
| Портленд Тимберс          | 1979    | Североамериканская ФЛ | 25   | 0    | —            | —            | —          | —          | —      | —      | 25    | 0     |
| Портленд Тимберс          | 1980    | Североамериканская ФЛ | 24   | 2    | —            | —            | —          | —          | —      | —      | 24    | 2     |
| Портленд Тимберс          | 1981    | Североамериканская ФЛ | 27   | 2    | —            | —            | —          | —          | —      | —      | 27    | 2     |
| Портленд Тимберс          | 1982    | Североамериканская ФЛ | 21   | 2    | —            | —            | —          | —          | —      | —      | 21    | 2     |
| Портленд Тимберс          | Итого   | Итого                 | 159  | 13   | 0            | 0            | 0          | 0          | 0      | 0      | 159   | 13    |
| Итого                     | Итого   | Итого                 | 525  | 61   | 20           | 1            | 28         | 7          | 20     | 0      | 593   | 69    |

1. ↑  Суперкубок Англии, Кубок обладателей кубков УЕФА, Кубок Уэльса.

## Достижения
Манчестер Юнайтед
- Обладатель Молодёжного кубка Англии: 1964
- Обладатель Суперкубка Англии: 1965 («разделённая» победа)

Астон Вилла
- Победитель Третьего дивизиона: 1971/72
- Финалист Кубка Футбольной лиги: 1970/71

Кардифф Сити
- Второе место в Третьем дивизионе: 1975/76
- Обладатель Кубка Уэльса: 1972/73, 1973/74
- Финалист Кубка Уэльса: 1974/75

Портленд Тимберс
- Второе место в Североамериканской футбольной лиге: 1975